# گرانولوم سیلیکونی
گرانولوم سیلیکونی به انگلیسی: Silicone granulomas، نوعی بیماری پوستی است که در واکنش به سیلیکون‌های مایع رخ می‌دهد و با تشکیل نودول مشخص می‌شود.
تشکیل گرانولوم یک واکنش بافتی رایج به طیفی از اجسام خارجی است. سیلیکون می‌تواند مستقیماً در جراحی زیبایی به بافت تزریق شده یا از ایمپلنتهای سیلیکونی نشت کرده باشد. شکل‌گیری و عواقب گرانولومهای ناشی از سیلیکون به خوبی توصیف یا درک نشده‌است. میزان آسیب حاصل از آنها هنوز بحث‌برانگیز است.

## نواحی بروز بیماری
- غدد لنفاوی: لنفادنیت گرانولوماتوز[۳][۴]
- پوست: درماتیت گرانولوماتوز[۵][۶][۷]
- آلت تناسلی مرد[۸]
- پستان: ورم پستان گرانولوماتوز[۹][۱۰]
- صورت: واکنش گرانولوماتوز صورت[۱۱]

## نشانه‌ها
گرانولوم ناشی از سیلیکون می‌تواند با تب، هیپرکلسمی به واسطهٔ کلسیتریول، آمیلوئیدوز واکنشی همراه باشد.

## درمان
درمان گرانولومهای سیلیکونی و حذف سیلیکون ناخواسته، به لحاظ تاریخی بسیار چالش‌برانگیز بوده‌است. عوامل ضد التهابی (برای مثال، کورتیکواستروئیدهای خوراکی، آلوپورینول، کلشی سین، ایزوترتینوئین، سیکلوسپورین، ایمی‌کیمود، آنتی‌بیوتیکها) ممکن است به درمان التهاب گرانولوماتوز کمک کنند، اما مستقیماً بر مواد سیلیکونی اثر نمی‌کنند یا منشأ مادهٔ سیلیکونی را از بین نمی‌برند. جراحی، امکان برداشتن منشأ التهاب را فراهم می‌کند، اما اغلب به علت ایجاد زخم (اسکار) بعد از آن، به تعویق می‌افتد.
اخیراً، موردی از برداشتن موفقیت‌آمیز سیلیکون تزریقی، با استفاده از فناوری میکروکرینگ (microcoring) گزارش شده‌است که شاید بتواند گزینه‌ای بدون اسکار برای برداشتن آن ارائه دهد.

## تصاویر

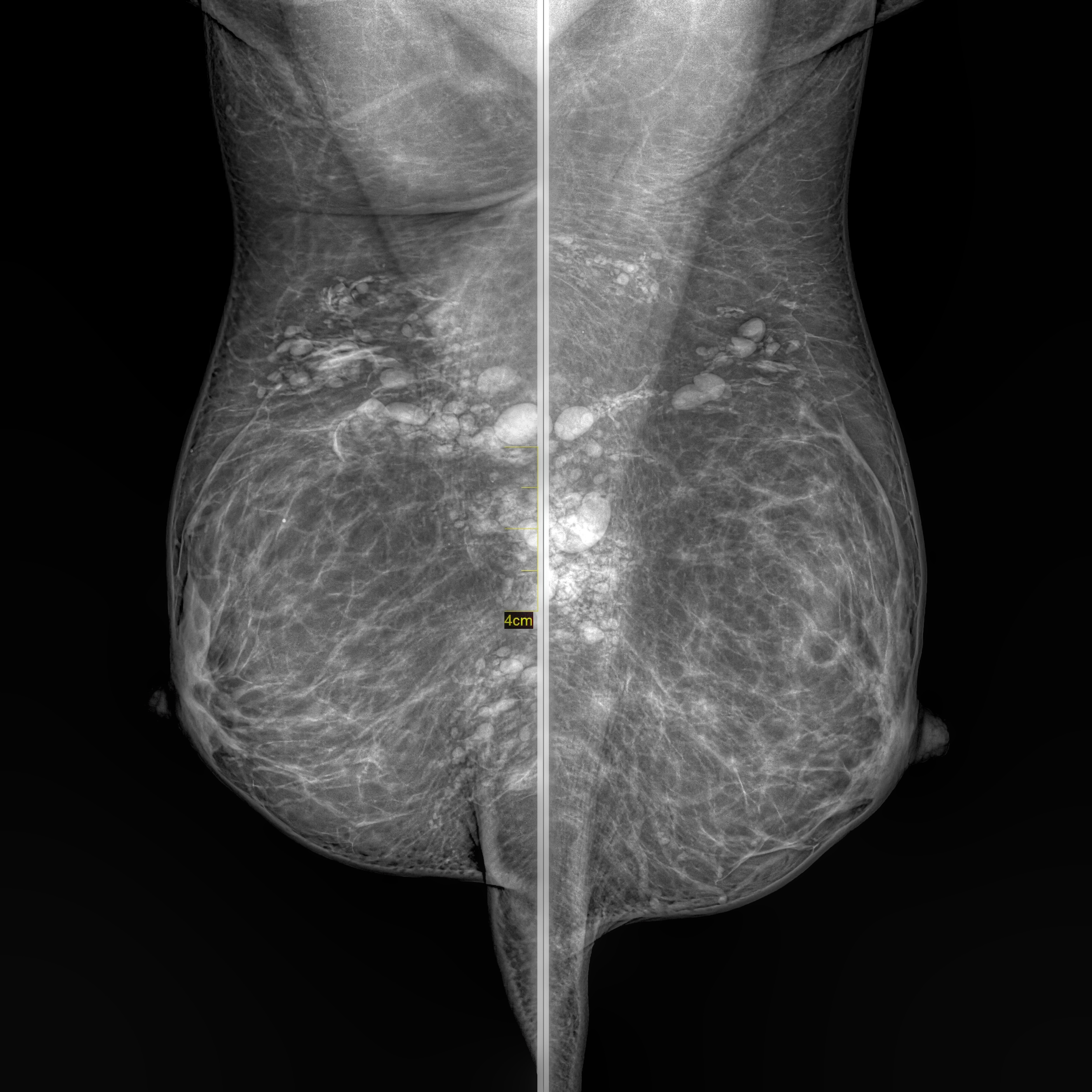
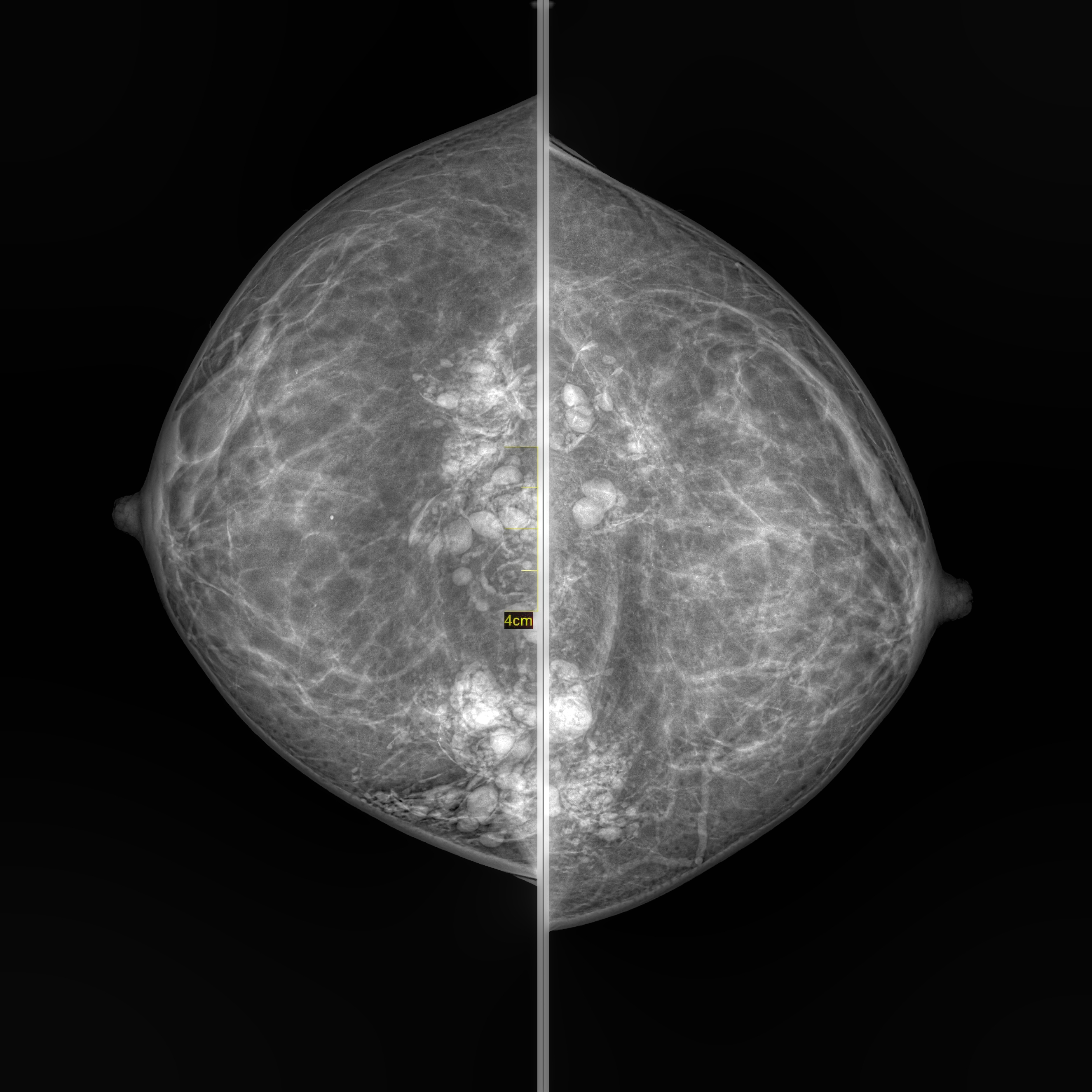